# Бой у кишлака Шигал
Бой у кишлака Шигал — боестолкновение подразделения ВДВ советских войск с афганскими моджахедами в годы Афганской войны в феврале 1980 года.

## Историческая справка
В январе и феврале 1980 года, после ввода советских войск в Афганистан, в некоторых воинских частях правительственных войск ДРА вспыхивали мятежи. В ходе мятежей часть личного состава подалась в дезертирство, оставшаяся часть перешла на сторону моджахедов. Лояльные правительству офицеры арестовываются либо подвергаются казни. Большинство советских военных советников, прикомандированных к взбунтовавшимся частям, погибло от рук перебежчиков.
Одним из примеров служит мятеж 4-5 января 1980 года 4-го артиллерийского полка 20-й пехотной дивизии в городе Нахрин провинции Баглан, в ходе которого были убиты два советских военных советника и один военный переводчик. Мятеж был подавлен 9-10 января 186-м мотострелковым полком.
23 февраля в Чаукани (30 км юго-западнее г. Асадабад) на сторону моджахедов перешла рота 31-го горно-пехотного полка (31-й гпп) 9-й горно-пехотной дивизии. 6 месяцами ранее на сторону вооруженной афганской оппозиции уже перешел 30-й гпп той же дивизии, дислоцировавшийся в н.п. Асмар на западном берегу реки Кунар.
Часть бывших афганских военнослужащих под командованием командира 30-го гпп Рауфа сражалась в составе отрядов полевого командира Асил-Хана.
Формирования моджахедов концентрировались близ н.п. Шигал (15 км северо-восточнее Асадабада), административного центра уезда Бар-Кунар.
Также упоминается другое название кишлака как Шинкорак (в мемуарах генерал-полковника Виктора Меримского и в Викимапии). На советских военных картах обозначен как н.п.Мора, находящийся в ущелье реки Шигальдара на месте её впадения в реку Кунар. Название используемое в Google Earth — Shigal Village. Координаты населённого пункта — 34°57’52.38"N 71°16’29.79"E.

## Планирование рейда на Асмар
Руководство 40-й армии принимает в срочном порядке решение о подавлении мятежа и зачистке большой территории уездов Бар-Кунар и Дангам вплоть до приграничного кишлака Дангам, который служил перевалочной базой для моджахедов и находился в 8 километрах юго-восточнее н.п. Асмар в ущелье реки Зиганау.
На разработку плана боевых действий отводится только два дня — что по мнению многих военных являлось проявлением несерьёзного подхода.
Для проведения рейда формируется сводная тактическая группировка, в которую вошли:
- 2-й мотострелковый батальон (2мсб/180) 180-го мотострелкового полка 108-й мсд усиленный танковой ротой;
- 3-й парашютно-десантный батальон (3пдб/317) 317-го гвардейского парашютно-десантного полка 103-й гв.вдд;
- 3-й парашютно-десантный батальон (3пдб/350) 350-го гвардейского парашютно-десантного полка 103-й гв.вдд;
- пехотный батальон 66-го пехотного полка 11-й пехотной дивизии (пб/66пп) ВС ДРА.

В распоряжение командира 3пдб/317 майора Василия Михайловича Кустрьо придаётся 3-й инженерно-сапёрный взвод из состава инженерно-сапёрной роты и 2-й разведывательный взвод из состава разведывательной роты 317-го полка.

Руководил боевыми действиями заместитель начальника оперативной группы Министерства обороны в Афганистане генерал-лейтенант Виктор Меримский. Старшим сводной тактической группировки был назначен начальник штаба 103-й гв.вдд полковник Николай Петряков.
План боевых действий на первом этапе состоял в том, чтобы атаковать противника в н.п. Шигал с южной стороны вдоль дороги из г. Асадабад и атакой тактического десанта, высаженного с вертолётов с северо-западной стороны от н.п. Шигал. Роль тактического десанта выполнял 3пдб/317.
Утром 29 февраля 1980 года 40 самолётами и 16 вертолётами ВВС 40-й Армии был нанесён воздушный удар по предполагаемым местам скопления противника. Одновременно начала выдвижение колонна 2мсб/180 на боевой технике по горной дороге от г. Асадабад к н.п. Асмар. За колонной 2мсб/180 следовала колонна 3пдб/350 и в замыкании шла колонна пб/66пп.
69-й горный пехотный полк 9-й горно-пехотной дивизии ВС ДРА должен был навязать боевые действия противнику в ущелье реки Печдара, чтобы не дать ему соединиться с группировкой противника в ущелье реки Шигальдара, в месте впадения которой в реку Кунар и расположен н.п. Шигал.
По плану командования, после высадки на господствующую высоту над н.п. Шигал десантники должны были спуститься вниз и атаковать противника с западной стороны и прижать к реке Кунар. К моменту начала атаки десантников, по расчётам командования, 2мсб/180 должен был подойти по дороге с южной стороны к н.п. Шигал и нанести удар по противнику.

## Высадка тактического десанта

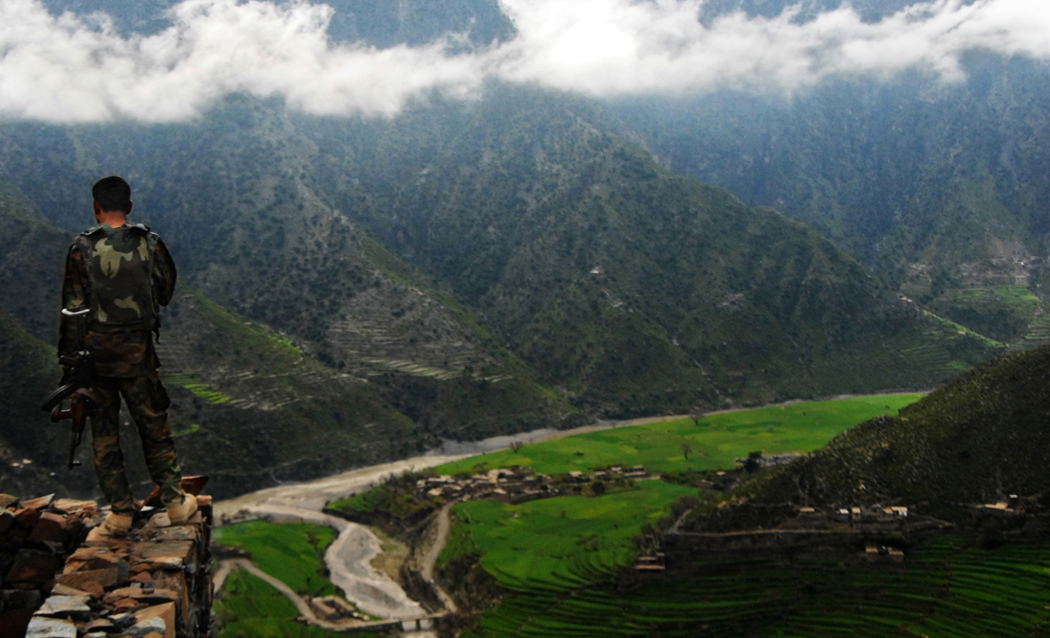
Горная местность в окрестностях Асадабада.
Внизу долина реки Кунар. Фото 2009 года

Утром 29 февраля 3пдб/317 с приданным инженерно-сапёрным взводом (исв) и разведывательным взводом (рв) в количестве 300 человек на 28 вертолётах был высажен на высоте 1590 северо-западнее н.п. Шигал. Высадка производилась в условиях тумана. После высадки был произведён сбор и разделение на ротные колонны.
Приданный исв был разделён на отделения и придан к каждой линейной роте.
Далее линейные роты приступили к выполнению самостоятельных боевых задач:
- 7-я парашютно-десантная рота (7-я пдр) под командованием капитана Владимира Тарасевича наступала в обход н.п. Шигал по северной окраине для занятия позиции на дороге, соединяющей Шигал и н.п. Асмар.
- 8-я пдр под командованием капитана Валерия Самохвалова находилась на левом фланге батальона и спускалась к реке Кунар по небольшому ущелью севернее н.п. Шигал также с целью блокирования дороги между н.п. Шигал и н.п. Асмар.
- 9-я пдр под командованием капитана Владимира Хапина находилась на правом фланге и должна была спуститься к н.п. Шигал по ущелью реки Шигальдара к реке Кунар и атаковать н.п. Шигал с южной стороны.

Командир 3пдб/317 отдаёт приказ командиру приданного разведывательного взвода лейтенанту Сергею Богатикову занять близлежащую господствующую высоту, где предполагалось обосновать командный пункт батальона, и находиться в резерве.

## Бой
После высадки десанта противник, воспользовавшись сильной пересечённостью местности, мелкими группами в 15-20 человек, которые прятались в складках местности, начал проникать с тыла и с флангов в боевые порядки рот, которые спускались с гор.
В особо тяжёлую ситуацию попала 9-я пдр, в боевых порядках которых оказался притаившийся противник. В ситуации, когда противник неожиданно оказался на расстоянии броска гранаты и атаковал десантников с разных сторон, у офицеров батальона, для которых это был первый бой, наступает некоторая растерянность.
По мнению руководителя операции Виктора Меримского, командир 9-й пдр капитан Хапин, дезориентировавшись на непривычной для него горной местности, не вышел на своё запланированное направление (ушёл правее), рассредоточил силы роты и потерял огневое взаимодействие с 8-й пдр, которая продвигалась по левому флангу от его роты в соседнем ущелье. Осознав через некоторое время свою ошибку, капитан Хапин отправляет 2-й взвод на правый фланг на выгодный рубеж с целью прикрытия роты со стороны, где нет смежных подразделений, а сам выводит роту на запланированное направление. В ходе выдвижения на рубеж прикрытия 2-й взвод встретил группу противника, пошедшую на обход 9-й пдр, и принял с ней бой.
Выйдя на запланированное направление продвижения, капитан Хапин растерялся и не отдал приказ 2-му взводу на отход и воссоединение с основными силами роты. Воспользовавшись замешательством командира роты, моджахеды заблокировали 2-й взвод превосходящими силами. Ни командир батальона Кустрьо, ни командир роты Хапин не смогли своевременно и правильно оценить создавшуюся ситуацию и отправить резерв на подмогу 2-му взводу. В резерве у командира батальона были 8-я пдр, которая не встретила сопротивления противника, и разведывательный взвод находившийся на господствующей высоте. В результате было упущено время и противник за короткое время уничтожил весь личный состав заблокированного 2-го взвода.
После занятия высоты, на которой предполагалось обосновать командный пункт батальона, командир разведывательного взвода лейтенант Богатиков теряет связь с командованием батальона. Противник решает занять высоту, на которой находятся разведчики, и попадает в засаду, организованную Богатиковым. После отражения второй атаки Богатиков принял решение оставить позицию и с боями продвигался по хребту вдоль маршрута продвижения 9-й пдр, следовавшей по дну ущелья, с целью её прикрытия сверху с левого фланга и с тыла. При этом разведывательный взвод отбивался от преследовавшего его противника.
Для отхода взвода с раненым солдатом от наседавшего противника, Богатиков принимает решение о выделении прикрытия. Возглавил прикрытие заместитель командира взвода сержант Александр Мироненко. Вместе с двумя бойцами он остался прикрывать отход взвода и, оставшись без боеприпасов, подорвал себя гранатой вместе с окружившим его противником.
Находившийся со 2-м взводом 9-й пдр заместитель командира 3-го инженерно-сапёрного взвода инженерно-сапёрной роты 317-го гв.пдп старший сержант Николай Чепик, раненный в обе ноги, оставшись без патронов и гранат, привязал к дереву мину МОН-100 и подорвал ею окруживших его противников.

## Подкрепление
Сведения о больших потерях 9-й пдр докладываются командиром батальона руководству боевых действий.
В запланированное руководителями боевых действий время колонна 2мсб/180 не смогла выйти к кишлаку Шигал. Объяснялось это полным отсутствием разведывательной информации, которую необходимо было собрать к началу рейда. Дорога от г. Асадабад до н.п. Асмар не была исследована. И, как оказалось при выдвижении колонны, противник создал на ней 12 завалов и соорудил 5 глубоких и широких рвов, непреодолимых для бронетехники. Поскольку колонна вышла в рейд без инженерных машин разграждения, завалы и рвы пришлось устранять вручную всем личным составом 2мсб/180, что срывало график выполнения боевой задачи.
Генерал-полковник Меримский принимает решение, не дожидаясь преодоления бронетехникой всех препятствий, отправить пешей колонной на подмогу 3пдб/317 одну мотострелковую роту от 2мсб/180 и 3пдб/350.
Также Меримский отдаёт приказ отправить 8-ю пдр капитана Самохвалова на подмогу 9-й пдр.
К вечеру 29 февраля подкрепление прибыло в кишлак Шигал и соединилось с 3пдб/317.

## Итоги боя
По итогам боя 29 февраля 1980 года у кишлака Шигал 3-й парашютно-десантный батальон 317-го гв.пдп потерял убитыми 37 человек, 1 без вести пропавшим (захвачен в плен и уведён на территорию Пакистана) и ранеными 26 человек.
Рейд по подавлению мятежа и уничтожению перевалочной базы в н.п. Дангам, который планировалось провести за одни сутки 29 февраля, растянулся до исхода 2 марта.
По итогам трёхдневного рейда советские войска потеряли в общей сложности убитыми 52 человека, 43 ранеными и 1 пропавшим без вести. Потери противника по итогам рейда оценивались в 1500 человек.

## Причины трагедии
По мнению Михаила Скрынникова, офицера 103-й гв.вдд, автора книги «ВДВ. С неба — в бой», который собрал и проанализировал воспоминания участников боя и руководителей рейда, причины трагедии были в следующем:
- Недостаточная работа авиации, нанёсшей удар по военному городку мятежного 30-го горного пехотного полка. Противник сумел рассредоточиться и оказаться в непосредственной близости от площадки десантирования;
- Отсутствие в высаженных парашютно-десантных ротах передовых авиационных наводчиков для согласованных действий с фронтовой авиацией;
- Отсутствие данных инженерной разведки о состоянии дороги, связывающей г. Асадабад и н.п. Асмар и отсутствие в колонне инженерных машин разграждения;
- Личный состав 103-й гв.вдд не был обучен ведению боевых действий в горах.

По существу, этот бой стал первым известным боем подразделений Советской Армии в горной местности со времен её участия во Второй мировой войне:

…После Великой Отечественной войны это был первый десант, который высаживался с вертолётов в боевой обстановке в горах…
…Это было серьёзное испытание не только для личного состава батальона, но и для меня — руководителя операции. Конечно, и у меня, и у командира батальона был некоторый опыт применения тактических воздушных десантов, но этот опыт приобретался в ходе тактических учений. Здесь же был бой, а это не одно и то же. Малейший просчет может привести к тяжелым последствиям…— «В погоне за Львом Панджшера». Меримский Виктор
По итогам боя у кишлака Шигал и рейда на Асмар в целом руководство ВС СССР вынуждено было признать упущения в боевой подготовке сухопутных войск:

…Опыт боевых действий показал недостаточную подготовку наших подразделений к ведению боевых действий в горах. Подразделения действовали, как правило, по долинам без стремления захватить господствующие высоты, в связи с чем несли потери. Принимаются меры к устранению недостатков при действиях войск в горах…— Из доклада Маршала Советского Союза Сергея Соколова министру обороны СССР Дмитрию Устинову от 3 марта 1980 года
Личный состав 103-й гв.вдд, прибывший из Белорусской ССР, впервые оказался в горной местности и не имел никаких навыков по продвижению в горах и тактических приёмов по ведению боя в горной местности. Кроме этого личный состав не имел боевого опыта и не проводил тактической подготовки по боевому слаживанию в условиях гор.
В ВДВ СССР на тот период существовало только одно соединение, обученное для ведения боевых действий в горно-пустынной местности, которое своей длительной дислокацией в Средней Азии было вполне адаптировано к климатическим условиям Афганистана — 105-я гвардейская воздушно-десантная дивизия. Но данное соединение было расформировано непосредственно перед вводом войск в Афганистан:

«…в 1986 году приезжал Командующий ВДВ генерал армии Сухоруков Д. Ф., он сказал тогда, какие мы были глупцы, расформировав 105-ю воздушно-десантную дивизию, ведь она была предназначена для ведения боевых действий в горно-пустынной местности. А мы вынуждены были затратить огромные средства для доставки в Кабул по воздуху 103-ю воздушно-десантной дивизии…»— Неизвестная дивизия. 105-я гв.вдд
В результате первого боевого выхода, офицеры 3пдб/317 совершили серьёзную тактическую ошибку: не оставляя тылового охранения на господствующих высотах, спустились вниз. В результате противник, воспользовавшись отсутствием наблюдателей на господствующих высотах, сумел неожиданно напасть на высаженный десант.

## Награды
За проявленное мужество и героизм в бою у кишлака Шигал были награждены следующие военнослужащие 317-го гвардейского парашютно-десантного полка:
- Старший сержант Мироненко, Александр Григорьевич, заместитель командира разведывательного взвода — присвоено звание Героя Советского Союза 28 апреля 1980 года, посмертно.
- Старший сержант Чепик, Николай Петрович, заместитель командира инженерно-сапёрного взвода — присвоено звание Героя Советского Союза 28 апреля 1980 года, посмертно.